# Monegros (documental)
 Monegros  es una película documental de 26 minutos, dirigida por el cineasta español Antonio Artero en 1969.

## Argumento
Documental sobre la vida rural en la comarca de los Monegros, situada entre las provincias de Zaragoza y Huesca (Aragón). que tiene un clima semidesértico, y las condiciones existenciales de sus habitantes, basadas en un estudio sociológico. Tiene un claro antecedente en Las Hurdes, tierra sin pan, realizada por Luis Buñuel en 1933. Treinta y cinco años después la situación no es muy diferente en algunas zonas del campo español.
- Datos: Q6021721